# Ctenochiton olivaceum
Ctenochiton olivaceum är en insektsart som beskrevs av Green 1922. Ctenochiton olivaceum ingår i släktet Ctenochiton och familjen skålsköldlöss. Inga underarter finns listade i Catalogue of Life.